# Eerste Divisie de 2015–16
A Eerste Divisie de 2015–16 (conhecida como a Jupiler League por razões de patrocínio) foi a 60ª edição da Eerste Divisie. O Sparta Rotterdam sagrou-se campeão.

## Promovidos e Rebaixados
| \| Pos. \| Rebaixados da Eredivisie 2014-15 \| \| ---- \| -------------------------------- \| \| 18º \| NAC Breda (Promoção) \| \| 19º \| Go Ahead Eagles (Promoção) \| \| 20º \| Dordrecht \| |                                  |
| Pos. | Rebaixados da Eredivisie 2014-15 |
| 18º | NAC Breda (Promoção)             |
| 19º | Go Ahead Eagles (Promoção)       |
| 20º | Dordrecht                        |

## Participantes

### Número de equipes por província
| Posição | Província         | Nº de equipes | Equipes                                                                          |
| ------- | ----------------- | ------------- | -------------------------------------------------------------------------------- |
| 1       | Brabante do Norte | 7             | Den Bosch, Eindhoven, Helmond Sport, NAC Breda, Oss, PSV Eindhoven II e Waalwijk |
| 2       | Holanda do Norte  | 3             | Ajax II, Telstar e Volendam                                                      |
| 2       | Limburgo          | 3             | Fortuna Sittard, MVV Maastricht e VVV-Venlo                                      |
| 4       | Holanda do Sul    | 2             | Dordrecht e Sparta Rotterdam                                                     |
| 5       | Drente            | 1             | Emmen                                                                            |
| 5       | Flevolândia       | 1             | Almere City                                                                      |
| 5       | Guéldria          | 1             | Achilles '29                                                                     |

### Informação dos clubes
| Equipe           | Cidade           | Estádio (mando)             | Capacidade |
| ---------------- | ---------------- | --------------------------- | ---------- |
| Achilles '29     | Groesbeek        | Sportpark De Heikant        | 4500       |
| Ajax II          | Amsterdã         | Sportpark De Toekomst       | 4000       |
| Almere City      | Almere           | Mitsubishi Forklift Stadion | 3000       |
| Den Bosch        | 's-Hertogenbosch | De Vliert                   | 9000       |
| Dordrecht        | Dordrecht        | GN Bouw Stadion             | 4088       |
| Eindhoven        | Eindhoven        | Jan Louwers Stadion         | 4600       |
| Emmen            | Emmen            | Univé Stadion               | 8600       |
| Fortuna Sittard  | Sittard-Geleen   | Trendwork Arena             | 12500      |
| Go Ahead Eagles  | Deventer         | Adelaarshorst               | 8000       |
| Helmond Sport    | Helmond          | Stadion De Braak            | 4100       |
| MVV Maastricht   | Maastricht       | De Geusselt                 | 100000     |
| NAC Breda        | Breda            | Rat Verlegh Stadion         | 19000      |
| Oss              | Oss              | Heesen Yachts Stadion       | 4700       |
| PSV Eindhoven II | Eindhoven        | De Herdgang                 | 2500       |
| Waalwijk         | Waalwijk         | Mandemakers Stadion         | 7508       |
| Sparta Rotterdam | Roterdã          | Het Kasteel                 | 11026      |
| Telstar          | Velsen           | TATA Steel Stadion          | 3325       |
| Volendam         | Volendam         | Kras Stadion                | 6260       |
| VVV-Venlo        | Venlo            | De Koel                     | 8000       |

## Classificação
Atualizado em 15/12/2016
| Pos | Equipes              | Pts | J  | V  | E  | D  | GM | GS | SG  | Classificação ou rebaixamento                 |
| --- | -------------------- | --- | -- | -- | -- | -- | -- | -- | --- | --------------------------------------------- |
| 1   | Sparta Rotterdam     | 79  | 36 | 24 | 7  | 5  | 83 | 40 | +43 | Promoção para a Eredivisie de 2016–17         |
| 2   | VVV-Venlo            | 75  | 36 | 23 | 6  | 7  | 84 | 39 | +45 | Play-offs de promoção à Eredivisie, 2ª rodada |
| 3   | NAC Breda            | 67  | 36 | 20 | 7  | 9  | 84 | 42 | +42 | Play-offs de promoção à Eredivisie, 2ª rodada |
| 4   | Eindhoven            | 63  | 36 | 19 | 6  | 11 | 55 | 44 | +11 | Play-offs de promoção à Eredivisie, 2ª rodada |
| 5   | Go Ahead Eagles      | 61  | 36 | 18 | 7  | 11 | 61 | 41 | +20 | Play-offs de promoção à Eredivisie, 2ª rodada |
| 6   | Volendam             | 52  | 36 | 14 | 10 | 12 | 54 | 40 | +14 | Play-offs de promoção à Eredivisie, 1ª rodada |
| 7   | Emmen                | 51  | 36 | 15 | 6  | 15 | 58 | 57 | +1  | Play-offs de promoção à Eredivisie, 1ª rodada |
| 8   | Almere City          | 50  | 36 | 14 | 8  | 14 | 68 | 66 | +2  | Play-offs de promoção à Eredivisie, 1ª rodada |
| 9   | Ajax II [A]          | 50  | 36 | 13 | 11 | 12 | 59 | 57 | +2  |                                               |
| 10  | MVV Maastricht       | 50  | 36 | 14 | 8  | 14 | 52 | 60 | −8  | Play-offs de promoção à Eredivisie, 1ª rodada |
| 11  | PSV Eindhoven II [A] | 48  | 36 | 13 | 9  | 14 | 51 | 71 | −20 |                                               |
| 12  | Telstar              | 44  | 36 | 12 | 8  | 16 | 57 | 64 | −7  |                                               |
| 13  | Helmond Sport        | 42  | 36 | 11 | 9  | 16 | 52 | 59 | −7  |                                               |
| 14  | Dordrecht            | 40  | 36 | 11 | 7  | 18 | 47 | 67 | −20 |                                               |
| 15  | Achilles '29         | 39  | 36 | 10 | 9  | 17 | 43 | 61 | −18 |                                               |
| 16  | Fortuna Sittard      | 39  | 36 | 11 | 6  | 19 | 41 | 74 | −33 |                                               |
| 17  | Den Bosch            | 38  | 36 | 9  | 11 | 16 | 47 | 53 | −6  |                                               |
| 18  | Waalwijk             | 32  | 36 | 7  | 11 | 18 | 41 | 66 | −25 |                                               |
| 19  | Oss                  | 29  | 36 | 7  | 8  | 21 | 43 | 80 | −37 |                                               |

- A^  Ajax II e PSV Eindhoven II não podem ascender à Eredivisie.

## Confrontos
|                  | ACH | ALM | DBO | DOR | EIN | EMM | FSC | GAE | HEL | AJX | PSV | MVV | NAC | OSS | RKC | SPA | TEL | VOL | VVV |
| ---------------- | --- | --- | --- | --- | --- | --- | --- | --- | --- | --- | --- | --- | --- | --- | --- | --- | --- | --- | --- |
| Achilles '29     | –   | 1–3 | 0–1 | 2–1 | 2–1 | 1–2 | 3–0 | 1–0 | 1–2 | 2–1 | 3–2 | 1–2 | 1–2 | 1–0 | 0–0 | 0–3 | 1–3 | 0–0 | 1–3 |
| Almere City      | 2–1 | –   | 1–1 | 3–0 | 1–2 | 4–0 | 0–3 | 3–4 | 2–2 | 2–1 | 7–0 | 0–3 | 0–1 | 0–1 | 3–1 | 1–0 | 0–2 | 2–2 | 3–3 |
| Den Bosch        | 1–2 | 1–2 | –   | 2–0 | 3–1 | 3–0 | 2–2 | 2–4 | 2–1 | 3–0 | 0–0 | 2–2 | 3–6 | 4–2 | 1–1 | 1–2 | 5–0 | 0–0 | 0–1 |
| Dordrecht        | 3–3 | 3–1 | 1–2 | –   | 3–1 | 0–2 | 1–3 | 1–1 | 0–2 | 0–1 | 4–0 | 1–0 | 0–2 | 1–0 | 1–2 | 0–3 | 2–2 | 1–3 | 0–0 |
| Eindhoven        | 0–1 | 3–2 | 0–0 | 1–1 | –   | 1–1 | 3–1 | 0–0 | 1–4 | 2–1 | 2–0 | 4–1 | 2–1 | 4–0 | 1–0 | 1–1 | 2–1 | 1–0 | 2–0 |
| Emmen            | 3–1 | 5–6 | 1–0 | 1–0 | 4–2 | –   | 1–2 | 4–1 | 0–1 | 4–2 | 1–1 | 2–3 | 1–0 | 0–2 | 6–1 | 1–3 | 1–0 | 1–0 | 1–4 |
| Fortuna Sittard  | 2–4 | 0–2 | 1–1 | 0–5 | 2–1 | 2–2 | –   | 0–1 | 3–0 | 1–2 | 1–1 | 1–2 | 1–2 | 3–0 | 1–0 | 1–4 | 0–3 | 0–6 | 0–5 |
| Go Ahead Eagles  | 3–2 | 4–1 | 0–0 | 3–0 | 1–2 | 0–0 | 0–2 | –   | 1–1 | 2–0 | 1–2 | 0–0 | 4–1 | 5–0 | 1–0 | 2–0 | 5–0 | 3–2 | 0–3 |
| Helmond Sport    | 2–2 | 0–2 | 0–0 | 1–2 | 1–2 | 3–2 | 0–2 | 0–4 | –   | 2–3 | 4–2 | 1–0 | 1–1 | 4–0 | 1–0 | 1–1 | 4–1 | 0–2 | 1–4 |
| Ajax II          | 3–1 | 2–2 | 3–1 | 4–1 | 0–0 | 2–0 | 3–0 | 2–2 | 1–1 | –   | 1–2 | 0–1 | 2–1 | 2–2 | 0–0 | 1–1 | 4–1 | 2–0 | 2–2 |
| PSV Eindhoven II | 1–1 | 3–4 | 2–1 | 1–4 | 2–0 | 0–0 | 0–1 | 1–0 | 3–1 | 3–3 | –   | 2–0 | 0–3 | 3–1 | 3–1 | 0–3 | 4–3 | 2–2 | 1–5 |
| MVV              | 1–1 | 0–0 | 1–0 | 2–2 | 0–2 | 4–1 | 1–3 | 1–2 | 1–4 | 0–0 | 2–3 | –   | 1–1 | 4–2 | 6–2 | 1–3 | 1–0 | 3–1 | 1–3 |
| NAC Breda        | 3–1 | 1–1 | 3–0 | 7–0 | 3–1 | 2–2 | 5–0 | 0–1 | 1–0 | 3–0 | 5–2 | 1–1 | –   | 5–0 | 1–1 | 4–0 | 2–1 | 1–4 | 0–1 |
| Oss              | 1–1 | 1–2 | 3–1 | 2–3 | 0–4 | 0–3 | 4–0 | 3–0 | 2–2 | 1–2 | 0–0 | 1–3 | 1–6 | –   | 0–0 | 1–2 | 3–3 | 1–2 | 2–1 |
| Waalwijk         | 1–1 | 3–1 | 1–1 | 0–1 | 1–2 | 0–1 | 1–1 | 0–2 | 2–2 | 3–5 | 1–2 | 1–3 | 2–0 | 3–2 | –   | 1–1 | 2–1 | 2–1 | 2–1 |
| Sparta Rotterdam | 3–0 | 3–2 | 5–2 | 2–3 | 3–0 | 3–2 | 1–1 | 3–1 | 2–1 | 3–1 | 1–0 | 6–0 | 1–1 | 3–1 | 5–2 | –   | 2–1 | 3–1 | 3–1 |
| Telstar          | 3–0 | 2–2 | 1–0 | 3–0 | 1–2 | 2–1 | 3–0 | 1–2 | 1–0 | 4–2 | 1–1 | 4–0 | 1–4 | 1–1 | 1–1 | 1–3 | –   | 1–1 | 2–2 |
| Volendam         | 0–0 | 3–1 | 2–0 | 2–2 | 1–2 | 0–2 | 1–0 | 1–0 | 2–1 | 1–1 | 3–0 | 0–1 | 1–2 | 1–1 | 3–0 | 2–0 | 3–0 | –   | 1–1 |
| VVV-Venlo        | 3–0 | 4–0 | 2–1 | 3–0 | 1–0 | 1–0 | 4–1 | 2–1 | 4–1 | 3–0 | 1–2 | 3–0 | 4–3 | 1–2 | 4–3 | 1–1 | 1–2 | 3–0 | –   |

Última atualização em 15 de abril de 2016.
Fonte: Jupiler League
1O time da casa (mandante) está listado na coluna da esquerda.
Cores:      Azul = time da casa vence;      Amarelo = empate;      Vermelho = time visitante vence.

## Desempenho
Clubes que lideraram o campeonato ao final de cada rodada:
| 1   | 2   | 3   | 4   | 5   | 6   | 7   | 8   | 9   | 10  | 11  | 12  | 13  | 14  | 15  | 16  | 17  | 18  | 19  | 20  | 21  | 22  | 23  | 24  | 25  | 26  | 27  | 28  | 29  | 30  | 31  | 32  | 33  | 34  | 35  | 36  |
| VOL | VOL | VOL | VOL | VOL | VOL | VOL | VOL | VOL | VOL | GAE | GAE | SPA | SPA | SPA | SPA | SPA | SPA | SPA | SPA | SPA | SPA | SPA | SPA | SPA | SPA | SPA | SPA | SPA | SPA | SPA | SPA | SPA | SPA | SPA | SPA |

## Artilheiros
| Pos. | Jogador          | Equipe           | Gols |
| ---- | ---------------- | ---------------- | ---- |
| 1    | Ralf Seuntjens   | VVV-Venlo        | 28   |
| 2    | Leon de Kogel    | Go Ahead Eagles  | 24   |
| 2    | Thomas Verhaar   | Sparta Rotterdam | 24   |
| 4    | Rangelo Janga    | Dordrecht        | 21   |
| 4    | Sjoerd Ars       | NAC Breda        | 21   |
| 6    | Tarik Tissoudali | Telstar          | 19   |
| 7    | Loris Brogno     | Sparta Rotterdam | 16   |
| 8    | Ricardo Kip      | Almere City      | 15   |
| 8    | Jinty Caenepeel  | Eindhoven        | 15   |